# Носалін
Носалін (пол. Nosalin) — село в Польщі, у гміні Постоміно Славенського повіту Західнопоморського воєводства.
Населення — 164 особи (2011).
У 1975-1998 роках село належало до Слупського воєводства.

## Демографія
Демографічна структура станом на 31 березня 2011 року:
|          | Загалом | Допрацездатний вік | Працездатний вік | Постпрацездатний вік |
| -------- | ------- | ------------------ | ---------------- | -------------------- |
| Чоловіки | 85      | 21                 | 58               | 6                    |
| Жінки    | 79      | 19                 | 39               | 21                   |
| Разом    | 164     | 40                 | 97               | 27                   |